# Toxifikace
Toxifikace je přeměna chemické sloučeniny na toxičtější formu. Tato přeměna může probíhat jak přímo v těle, tak v substrátech, jako je půda nebo voda. Ke konverzi může docházet enzymatickým metabolismem v těle nebo v mikroorganismech, ale také abiotickou chemickou reakcí. Tento koncept souvisí s proléčivy (resp. obecně prodrogami), které jsou neaktivními látkami aktivovanými až v těle.
Mezi příklady toxifikace patří:
- dusitany na karcinogenní nitrosaminy
- nikotin na karcinogenní NNK (4-(methylnitrosamin)- 1-(3-pyridyl)-1-butanon)
- benzo[a]pyren na karcinogenní benzo[a]pyren-diol-epoxid
- methanol na jedovatý formaldehyd
- ethylenglykol na kyselinu šťavelovou